# 腓利比角
腓利比角（英語：Cape Philippi），是南極洲的海岬，位於維多利亞地的斯科特海岸，處於大衛冰川終點北面，海拔高度490米，由英國探險隊發現，現時由南極條約體系管理。